# Croix d'Augas
La croix d'Augas est un monument cruciforme situé dans la forêt de Fontainebleau, en France. Elle a été un point de référence pour une ancienne garde administrative de la forêt.

## Situation et accès
Le monument est situé sur l'échangeur entre les routes départementales 116 et 606, au centre-nord de la forêt de Fontainebleau et du territoire communal de Fontainebleau. Plus largement, il se trouve dans le département de Seine-et-Marne, en région Île-de-France.

## Étymologie
La croix porte le nom de Jehan d'Auga qui remplit au moins de 1563 à 1583 les charges de capitaine et gouverneur du château de Fontainebleau, et de grand forestier de la forêt de Bière. Le 23 juin 1585, c'est Pierre de la Garrigue, sieur de Myramont, son gendre, comme ayant épousé Marguerite Dauga, qui en est revêtu. Il vend son office à Jehan Le Faure, commissaire ordinaire des guerres, moyennant 4 600 écus d'or.

## Histoire
Le monument est désigné par croix Dogast sur les cartes de H. Picart en 1624 et de Boisseau vers 1648 (Nouvelle description de la forêt, carte copiée sur la précédente). Pierre Dan parle de la « croix Dogas, ainsi dite d'un grand forestier, et est posée à l'entrée du pavé qui descend du grand chemin de Paris à Fontainebleau »,. Elle est brisée à la Révolution française, puis rétablie en 1827. Elle est également abattue par un ouragan en 1900 et relevée en 1901. Dans la années 1970 enfin, elle est déplacée lors de l'établissement de l'échangeur autoroutier.

## Administration
Dans l’administration forestière, la croix d'Augas, comme huit autres croix, est l’éponyme d’une ancienne « garde » territoriale : la IXe, qui s’étend sur 2 186 hectares 99 ares 93 centiares,,. Elle comprend les 11 cantons suivants : Plaine du Fort des Moulins, La Béhourdière, Le Rocher Cassepot, Le Bois de la Madeleine, Plaine de Samois, Plaine de Bois-le-Roi, Plaine des Écouettes, La Boissière, Plaine de Sermaise, Queue de Fontaine, Bois la Dame,.